# Ruojärvi
Ruojärvi är en sjö i kommunen Parkano i landskapet Birkaland i Finland. Sjön ligger 120,2 meter över havet. Arean är 1,13 kvadratkilometer och strandlinjen är 9,11 kilometer lång. Sjön  ingår i Kumo älvs huvudavrinningsområde.   Den ligger omkring 58 km nordväst om Tammerfors och omkring 220 km norr om Helsingfors. 
I sjön finns ön Takalansaari. 